# Maugli, a dzsungel fia (televíziós sorozat, 1998)
A Maugli, a dzsungel fia (eredeti cím: Mowgli: The New Adventures of the Jungle Book) 1998-ban futott amerikai televíziós filmsorozat, amelynek az alkotói Timothy Scott Bogart, Guy Toubes és James Hereth. A valós díszletek között látható élőszereplős filmsorozat Rudyard Kipling: A dzsungel könyve és A dzsungel második könyve című művei alapján készült. A tévéfilmsorozat készítői a Wolfcrest Entertainment, a Franklin/Waterman Worldwide és a Alliance Entertainment. Műfaját tekintve kalandfilmsorozat. Amerikában 1998 február 7. és 1998. március 21. között a FOX vetítette, Magyarországon 2000 és 2002 között a TV2 sugározta.

## Epizódok
| #   | Magyar cím | Eredeti cím                  |
| --- | ---------- | ---------------------------- |
|     |            |                              |
| 01. |            | Mowgli of the Seoni: Part 1  |
|     |            |                              |
| 02. |            | Mowgli of the Seoni: Part 2  |
|     |            |                              |
| 03. |            | A New Beginning              |
|     |            |                              |
| 04. |            | The Bigger Picture           |
|     |            |                              |
| 05. |            | Side By Side                 |
|     |            |                              |
| 06. |            | What Goes Around             |
|     |            |                              |
| 07. |            | Friend or Foe                |
|     |            |                              |
| 08. |            | Circus Breaker               |
|     |            |                              |
| 09. |            | The Perfect Shot             |
|     |            |                              |
| 10. |            | Song of Akela                |
|     |            |                              |
| 11. |            | The Hollow Bird              |
|     |            |                              |
| 12. |            | Fatherhood (1)               |
|     |            |                              |
| 13. |            | Cold Lairs (2)               |
|     |            |                              |
| 14. |            | Rashomowgli                  |
|     |            |                              |
| 15. |            | Mowgli, P.I.                 |
|     |            |                              |
| 16. |            | Good Intentions              |
|     |            |                              |
| 17. |            | Best Friends                 |
|     |            |                              |
| 18. |            | Life Lessons                 |
|     |            |                              |
| 19. |            | Outback and Back Out         |
|     |            |                              |
| 20. |            | The Guardian                 |
|     |            |                              |
| 21. |            | Going to Extremes            |
|     |            |                              |
| 22. |            | Paper Chase                  |
|     |            |                              |
| 23. |            | Feeling Trapped              |
|     |            |                              |
| 24. |            | Run Like the Wind            |
|     |            |                              |
| 25. |            | Return to Cold Lairs: Part 1 |
|     |            |                              |
| 26. |            | Return to Cold Lairs: Part 2 |
|     |            |                              |